# Maribor
Maribor (tyska: Marburg an der Drau) är Sloveniens näst folkrikaste stad och kommun. Staden ligger i slovenska Steiermark (Štajerska), nära österrikiska gränsen i utkanten av Alperna och genomflytes av floden Drava.

## Historia
Området runt Maribor har en kontinuerlig bosättningshistoria sedan äldre stenåldern. När romarna intog området var det befolkat av keltiska stammar, vilka med latiniserad kultur fanns kvar när slovenernas slaviskspråkiga förfäder bosatte sig här. 
1164 nämns borgen "Marchpurch", från vilken staden som växte fram under borgkullen Piramida fick sitt namn. Staden nämns som marknadsplats 1204 och fick stadsrättigheter 1254.
Maribors judar nämns första gången 1277, men troligen fanns ett judiskt kvarter sedan tidigare i staden. Det judiska stadskvarteret låg vid stadsmurens sydöstra hörn. Det hade en synagoga, en judisk gravplats och en Talmudskola. Talmudisten och Halachaisten Israel Isserlein, på 1400-talet högste rabbin för Steiermark, Kärnten och Krain, föddes i och bodde en stor del av sitt liv i Maribor. Den judiska församlingen var som störst runt 1410, men efter 1450 förändrades förutsättningarna drastiskt. En lågkonjunktur slog hårt mot judiska affärsverksamheter. Ytterligare ett dråpslag kom 1496 när kejsar Maximilian I (tysk-romersk kejsare) utfärdade ett dekret att alla judar måste lämna Steiermark.  
Under medeltidens lopp germaniserades stora delar av norra, nu österrikiska, Steiermark språkligen, medan den södra delen förblev övervägande slovenskspråkig. Många borgare i södra Steiermarks städer talade dock tyska och Maribor hade fram till första världskrigets slut, då Österrike-Ungern avträdde merparten av de slovenskspråkiga områdena till det nybildade Jugoslavien, en stor tyskspråkig befolkning. Under mellankrigstiden hade de tyskspråkiga i Slovenien, liksom de slovenskspråkiga i Österrike, en ogynnsam situation för bevarandet av sin språkliga identitet. År 1941 annekterades södra Steiermark av Nazityskland. Under andra världskriget genomförde nazisterna omfattande "germaniseringsprogram" i Slovenien, däribland i Maribor. Slovenskspråkiga deporterades, hamnade i arbetsläger och slovenska barn fördes bort från sina familjer för att uppfostras till "tyskar". Vid krigsslutet 1945 svarade det jugoslaviska kommunistpartiet med att fördriva merparten av den kvarvarande tyskspråkiga historiska minoriteten från Slovenien.
Under den jugoslaviska tiden växte Maribor fram till att bli en av landets viktigaste industristäder, med exempelvis kemisk, elektrisk och metallurgisk industri.

## Arkitektur
Maribor har en medeltida stadskärna, där det, förutom, medeltida byggnader finns flera exempel på arkitektur från renässansen och barocken. Maribors domkyrka är från 1100-talet och byggd i romansk stil.

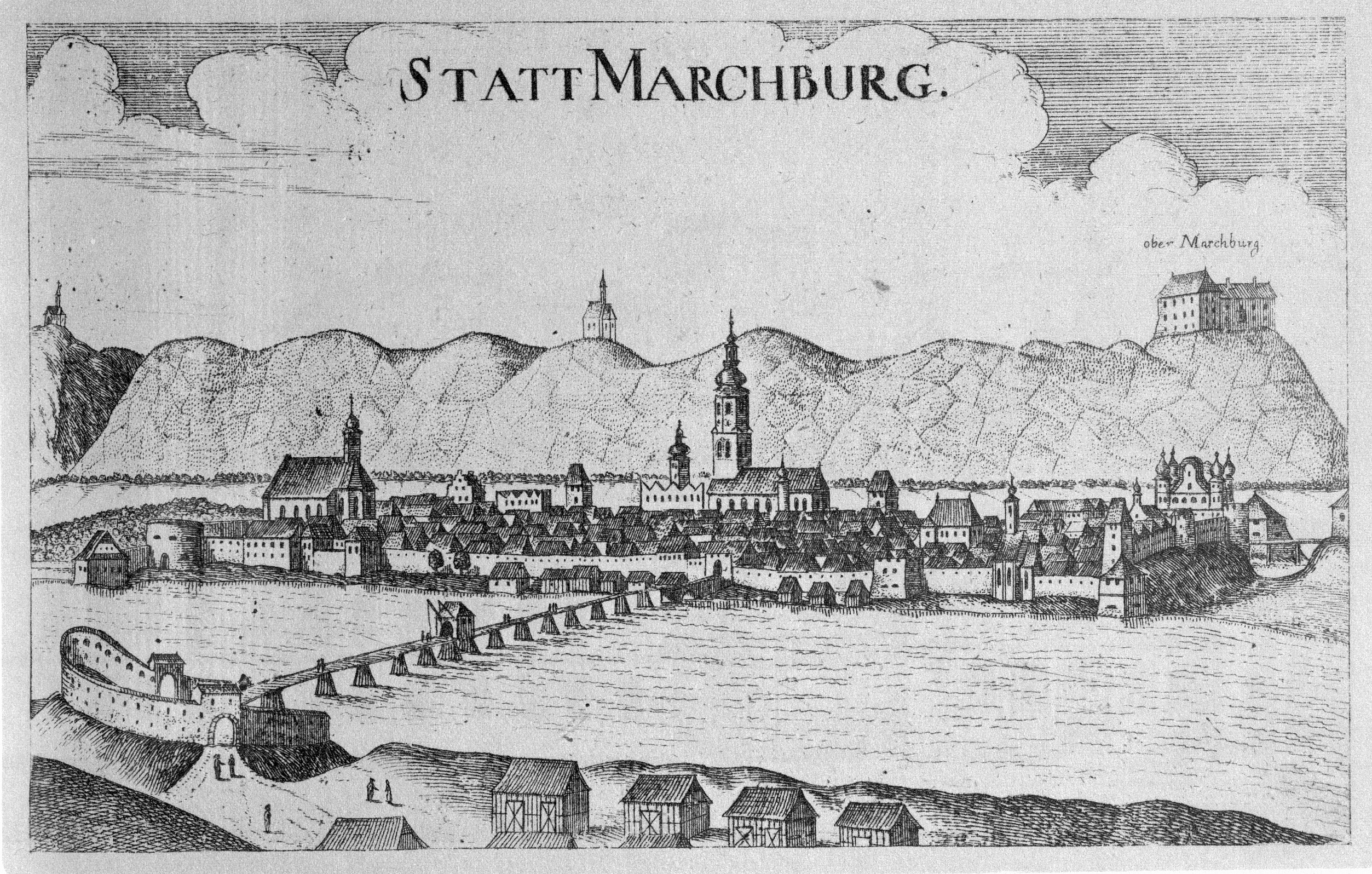
Maribor 1681 på Georg Matthäus Vischers kopparstick i Topographia Ducatus Stiriae.
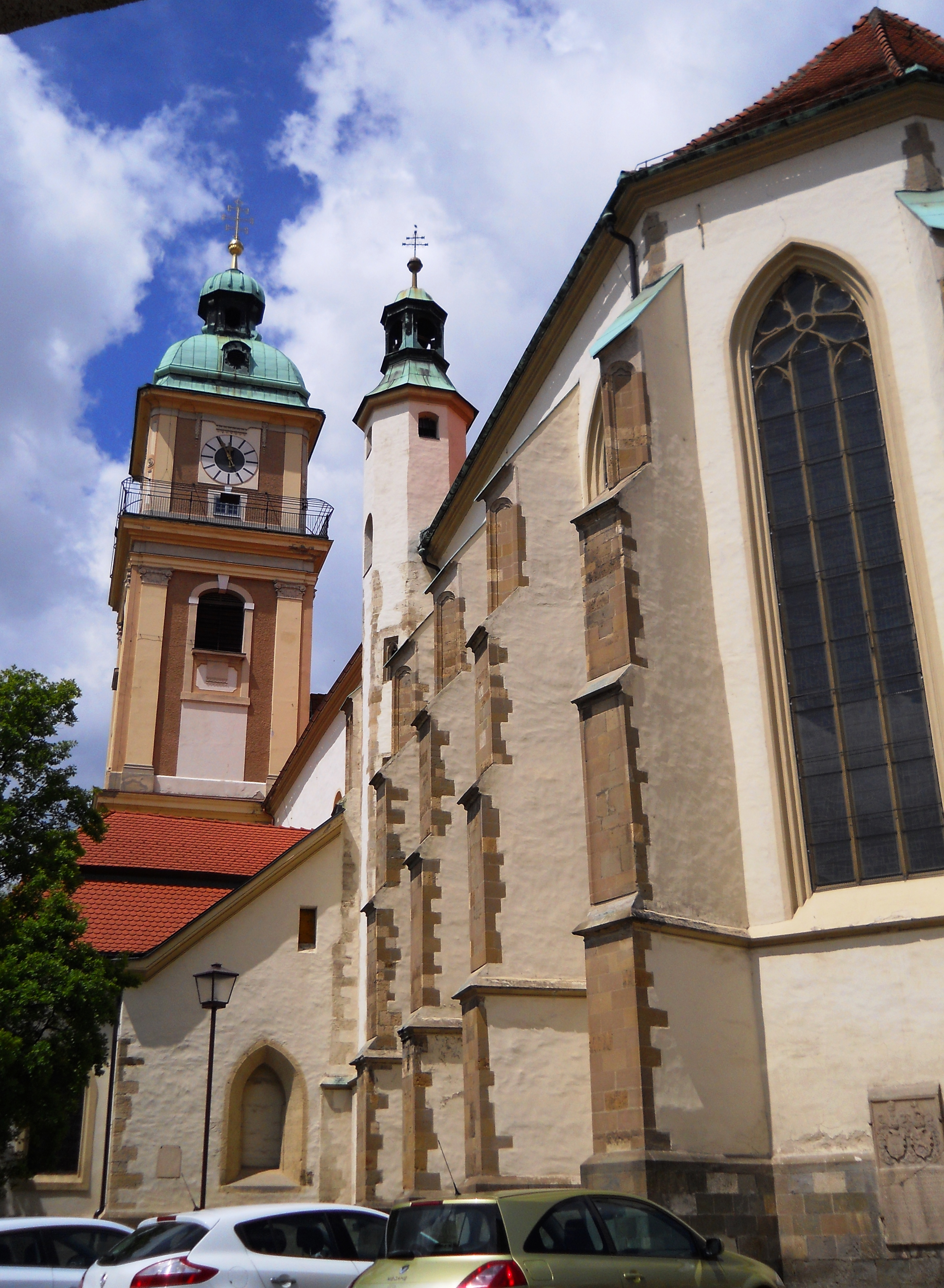
Domkyrkan Sankt Johannes är ursprungligen från 1100-talet, men långskeppet höjdes i gotisk stil och tornet blev lägre och fick en ny utformning i barockstil efter ett blixtnedslag under 1700-talet.
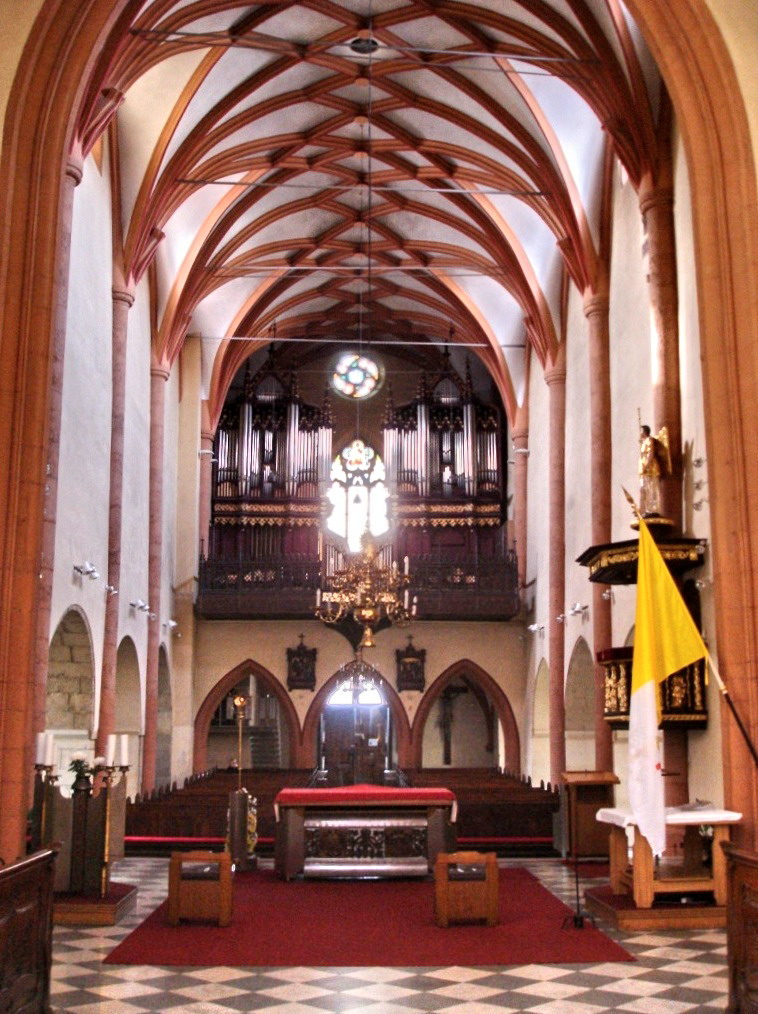
Interiör i Maribors domkyrka.
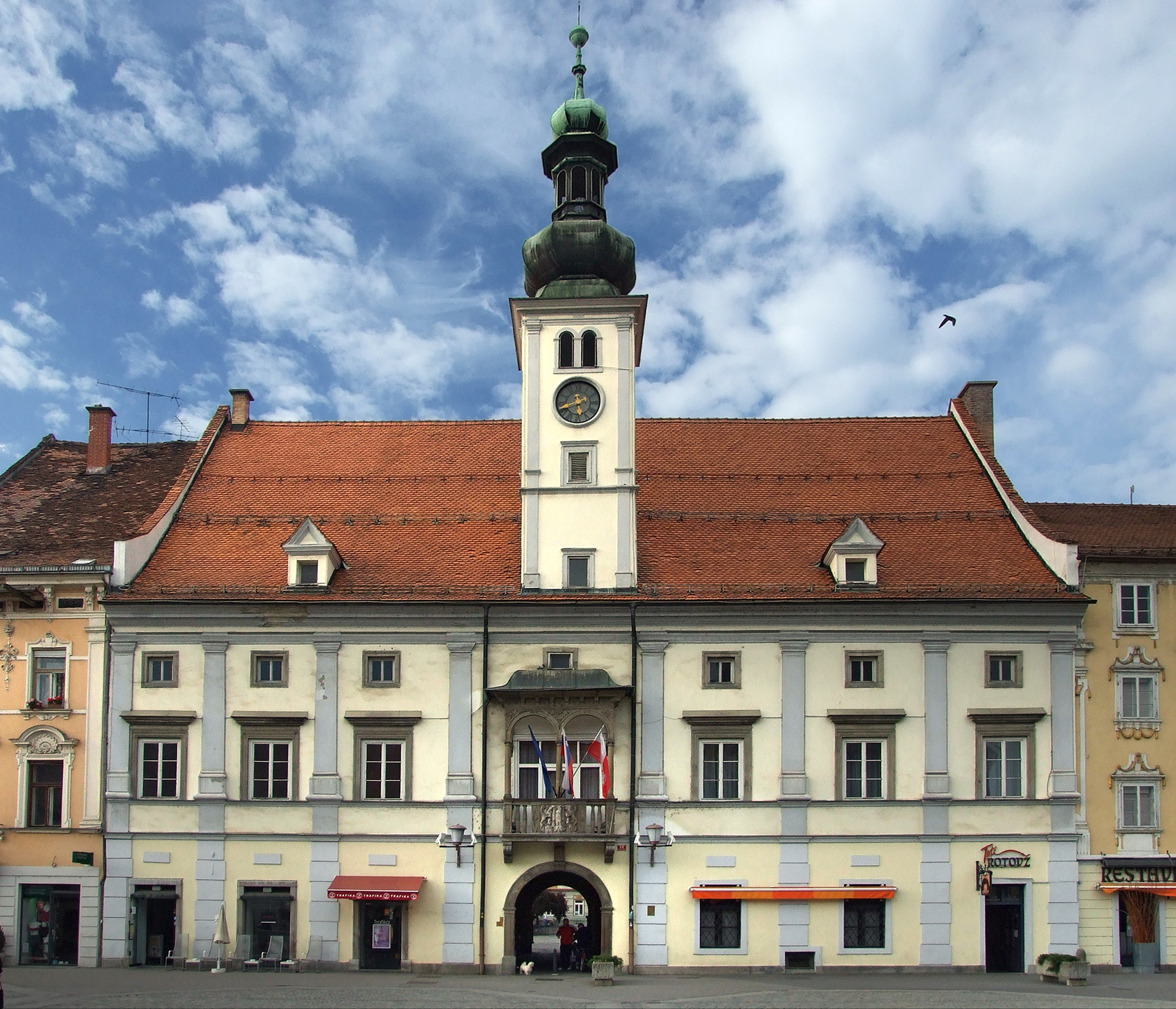
Rådhuset från 1500-talet är i renässansstil.
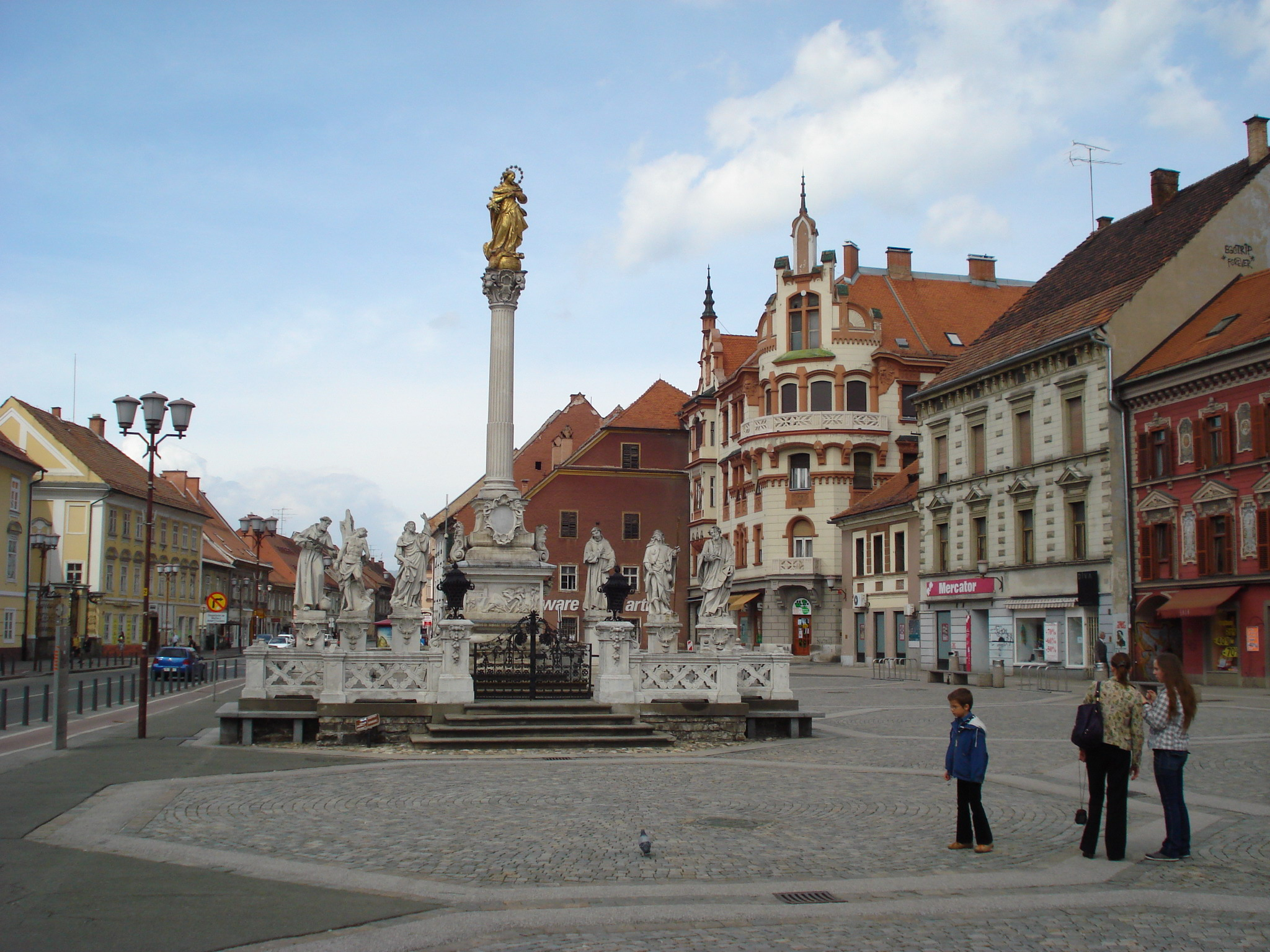
Huvudtorget i gamla stan i Maribor, ovan den medeltida flodhamnen Lent där delar av stadsmuren med bastioner finns kvar.
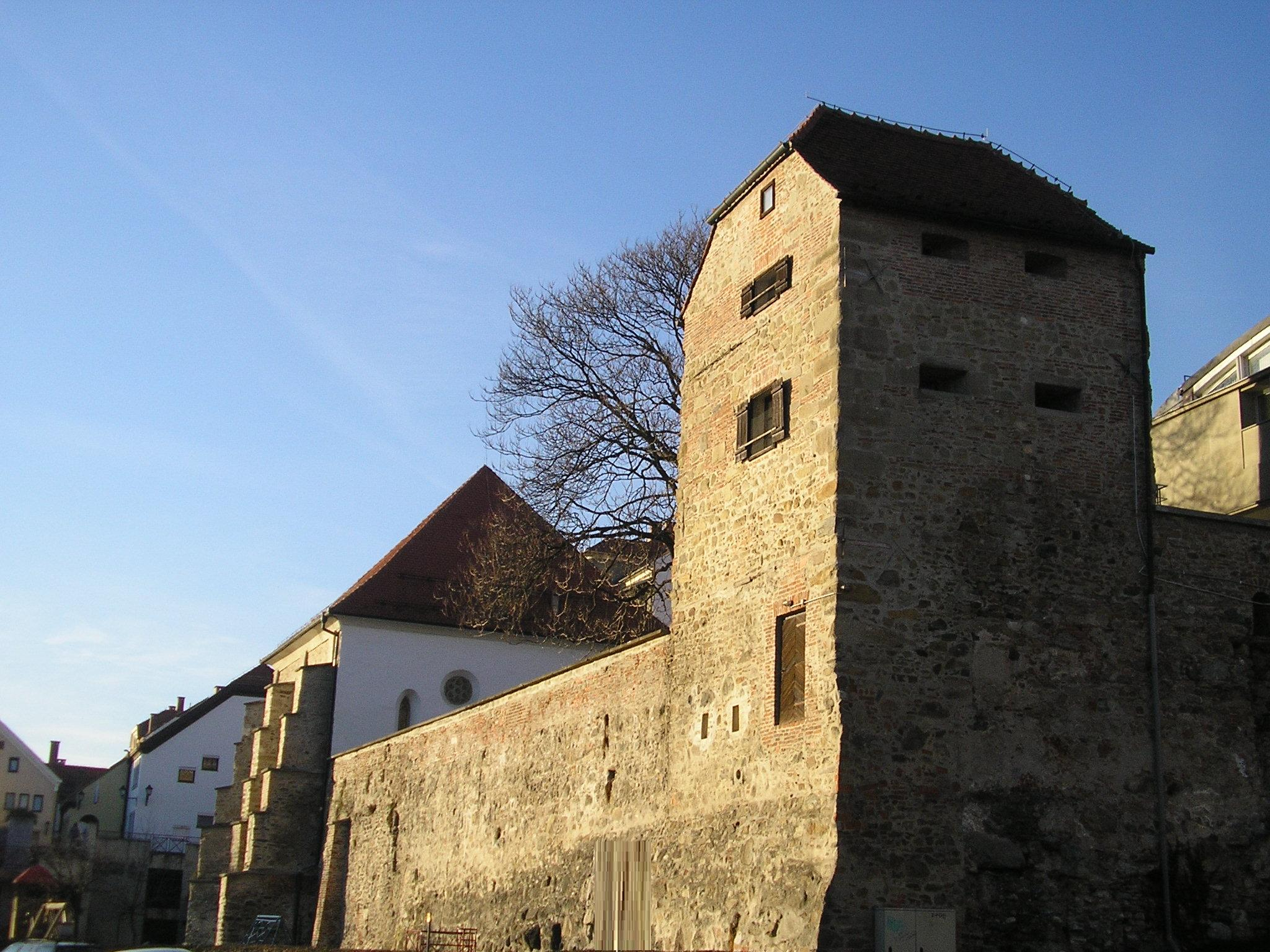
Stadsmuren i det judiska kvarteret. Byggnaden med det pyramidformade taket är en av Europas äldsta bevarade synagogor (1400-talet).
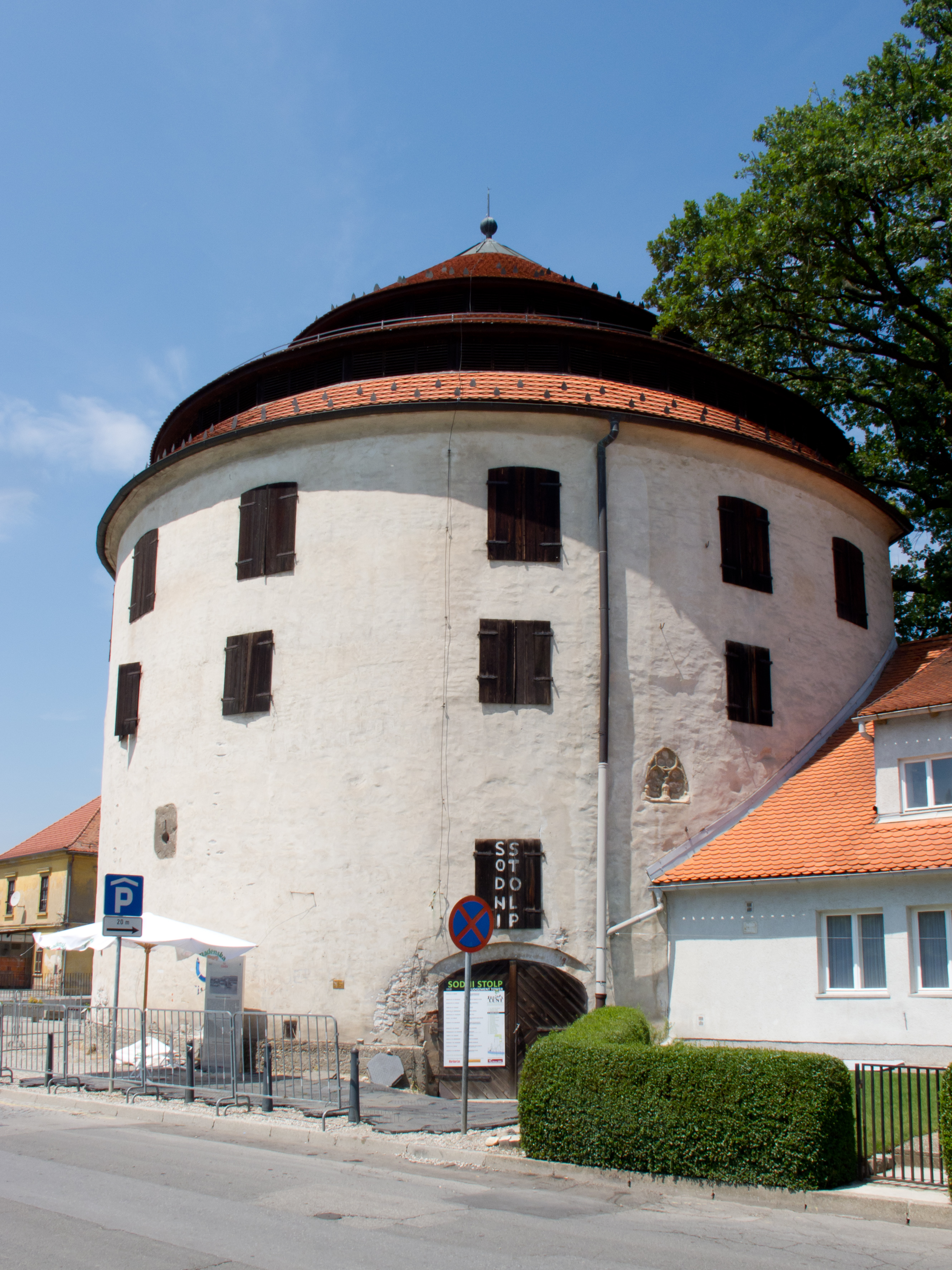
Domartornet är ett av de bevarade tornen från stadsmuren.
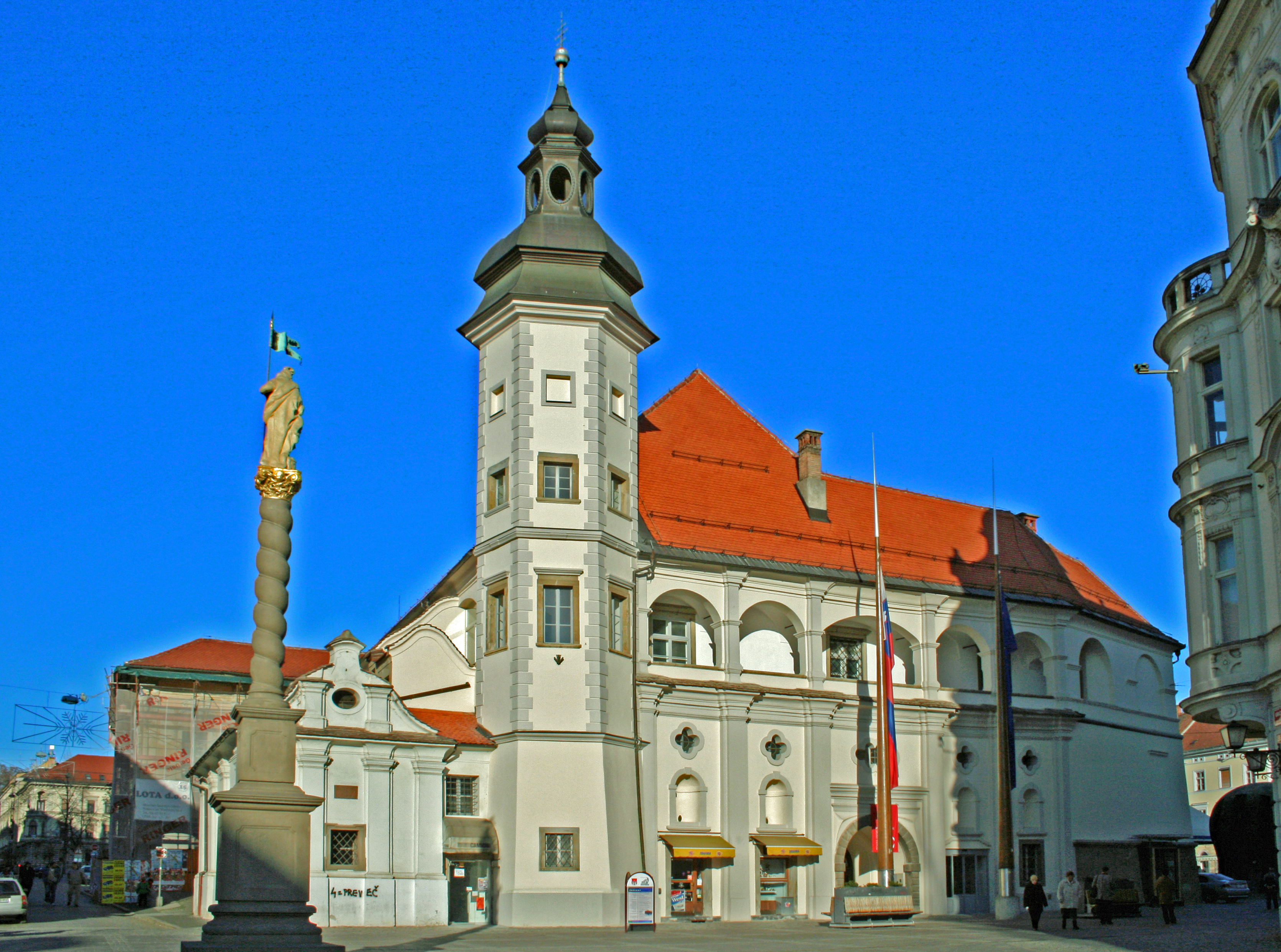
Det lilla "stadsslottet" började byggas 1478. Sankt Florian (skyddshelgon mot bränder) står på den sprialvridna barockpelaren på slottstorget.
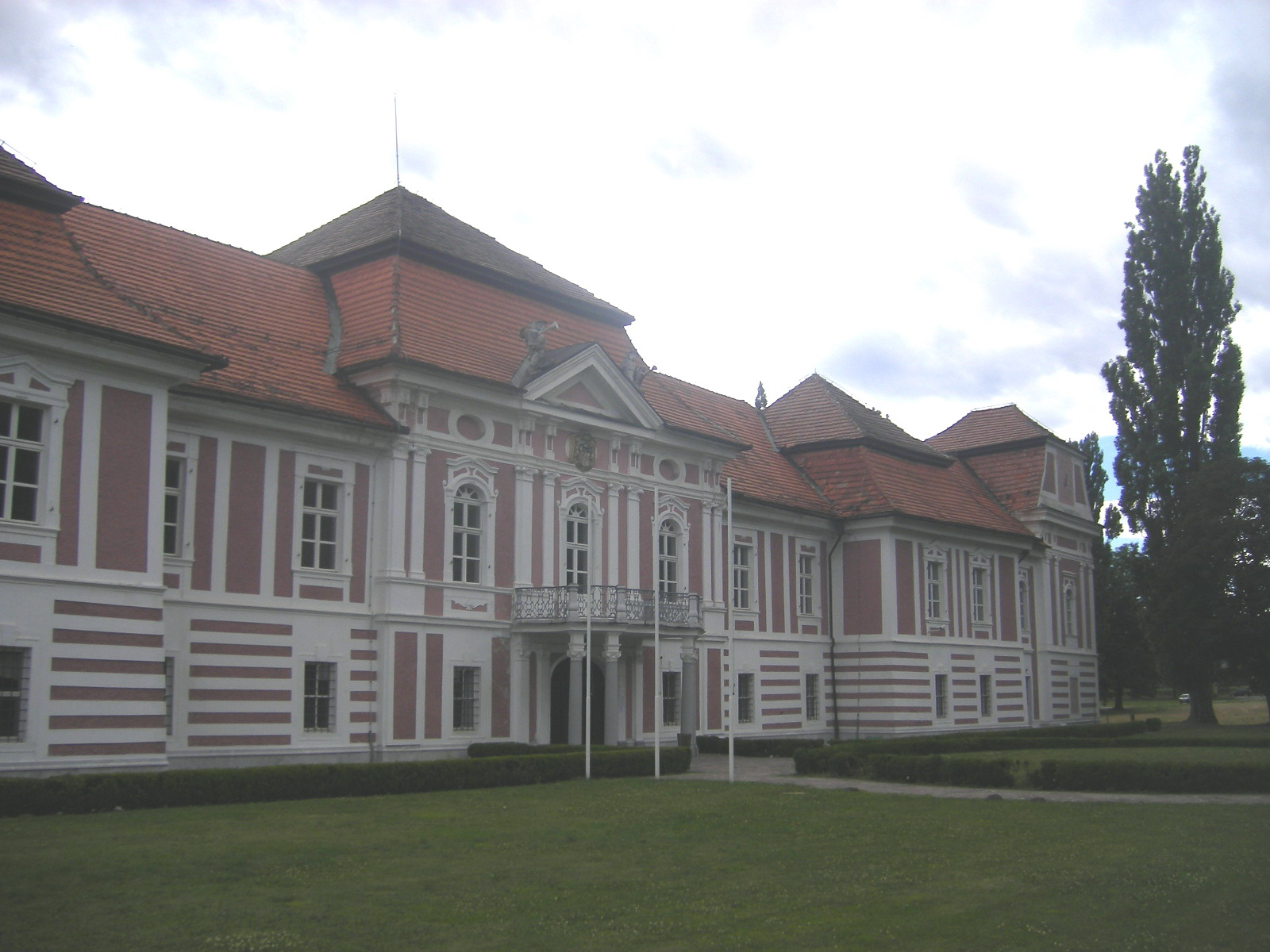
I Bentava, strax utanför Maribor, finns en herrgård i barockstil.

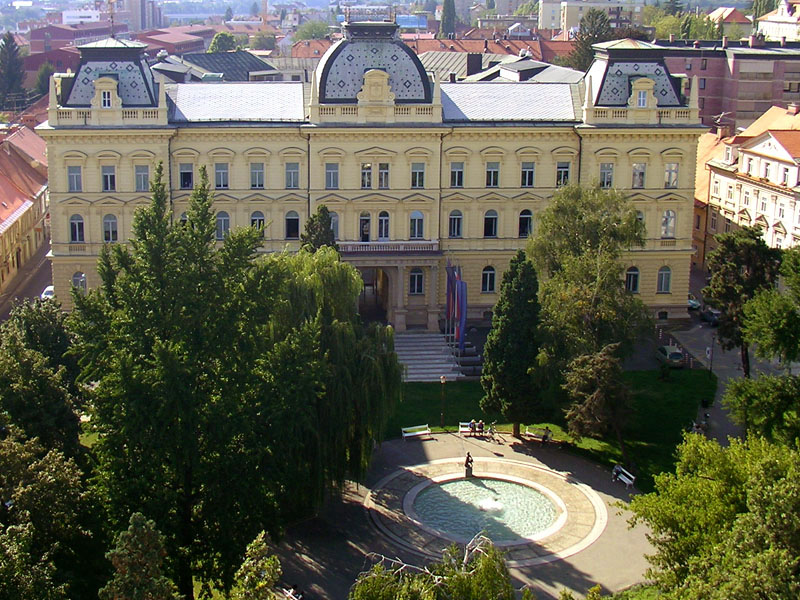
Universitetet i Maribor.
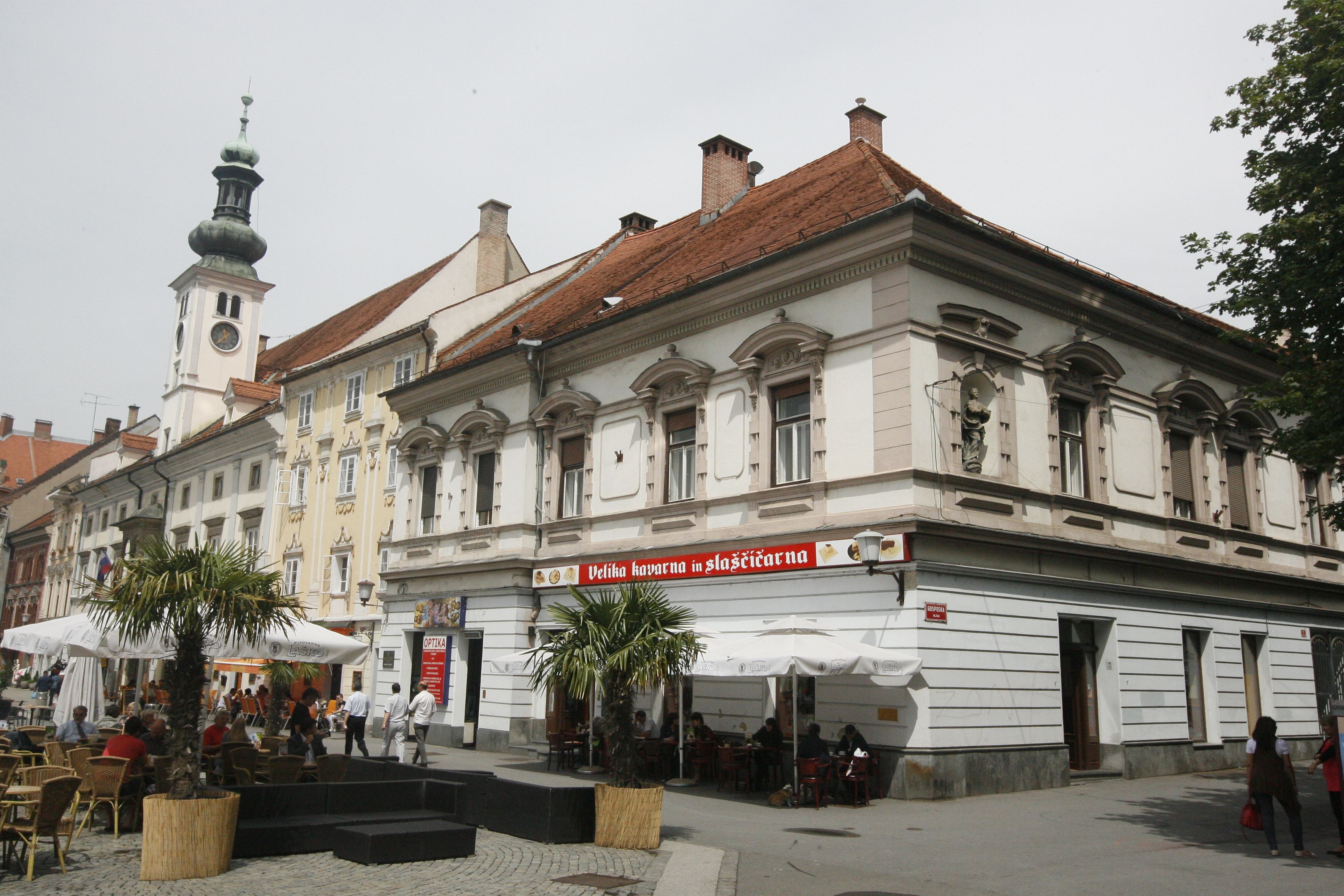
I gamla stan ligger universitetet Alma Mater Europaeas byggnad.

## Geografi och klimat
Maribor avgränsas i norr och väster av Alperna och åt öster av det småkuperade Slovenske gorice med dess vinodlingar. Floden Drava delar staden i två delar. 
Högplatån Pohorje ovan staden är geologiskt en del av Centralalperna, till skillnad från de flesta andra slovenska alpområden som geologiskt hör till Sydalperna. Pohorje består av vulkaniska kristallina bergarter. Granskogarna som många förknippar med Pohorje är inte naturliga, utan ett resultat av Maria Theresia av Österrikes skogsförordning (1700-talet) som föreskrev att bönderna skulle plantera den ekonomiskt viktiga granen. Den naturliga vegetationen på Pohorje är lövrik skog, främst med bok och silvergran. I bäcken Lobnicas dalgång finns rester av urskog, där man kan få en känsla för hur Pohorje egentligen skall se ut.  
Under sommarmånaderna (juni-augusti) är det ofta varmt och fuktigt i Maribor och dygnsmedeltemperaturen ligger mellan 20 och 21 grader. Vintermånaderna (december-februari) är kyliga till milda, med en dygnsmedeltemperatur kring 1–2 grader.

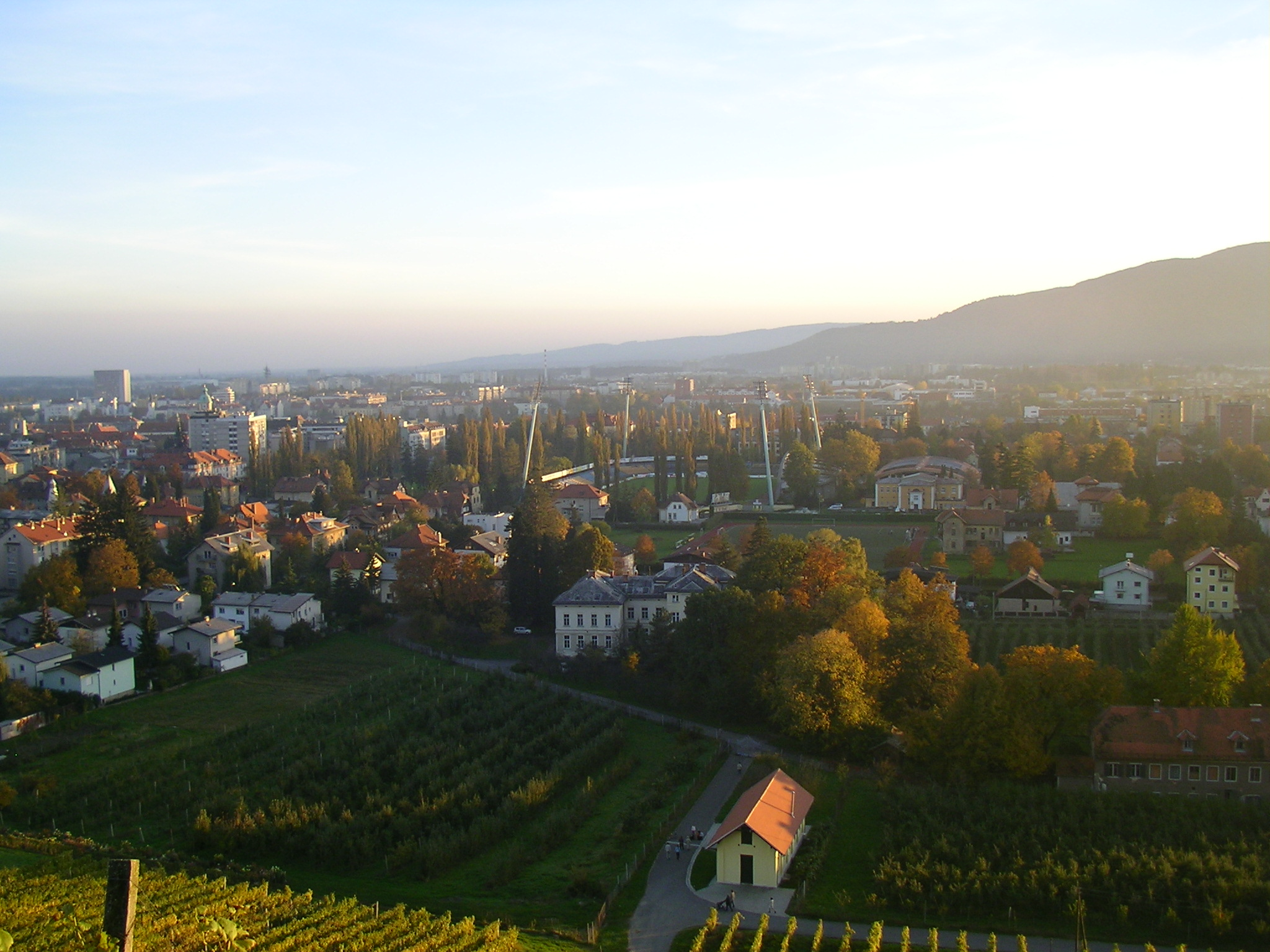
Vy över Maribor från Kalvarija - en av stadens vinkullar.
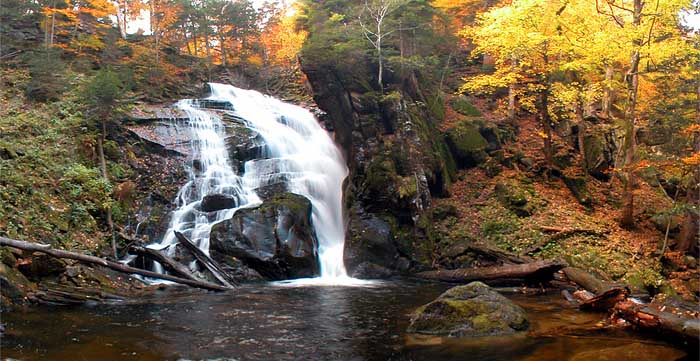
Lobnicas dalgång i Pohorje - urskog vid Maribors knut.
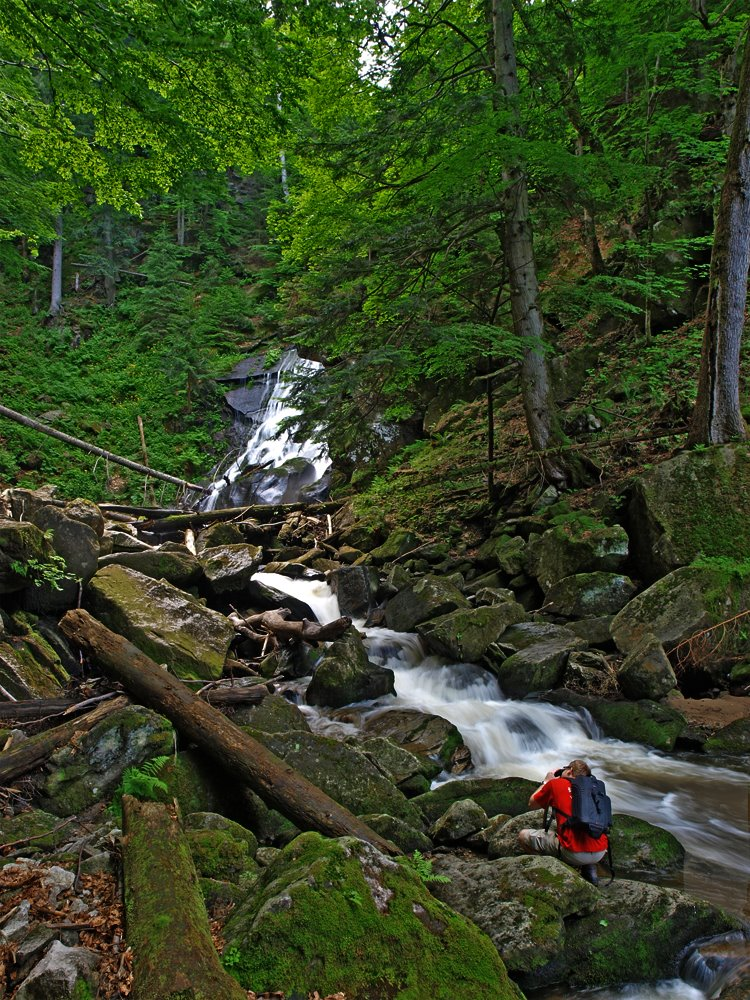
I urskogen finns mycket död ved. En del förs med Lobnica och avsätts på dess brinkar.
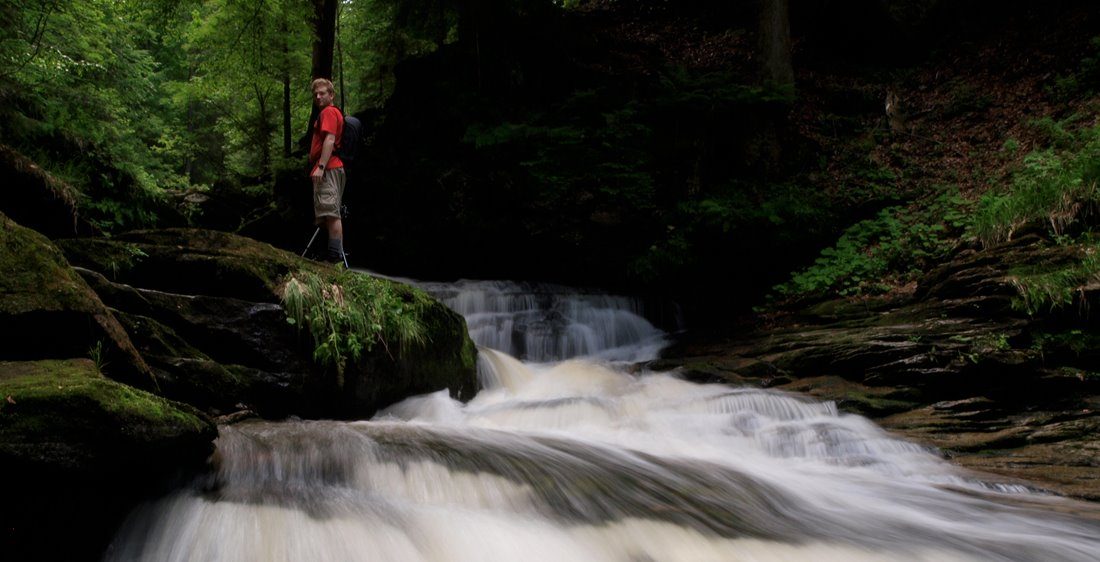
Lobnica är humusfärgad av tormossarna högre upp i terrängen på högplatån.
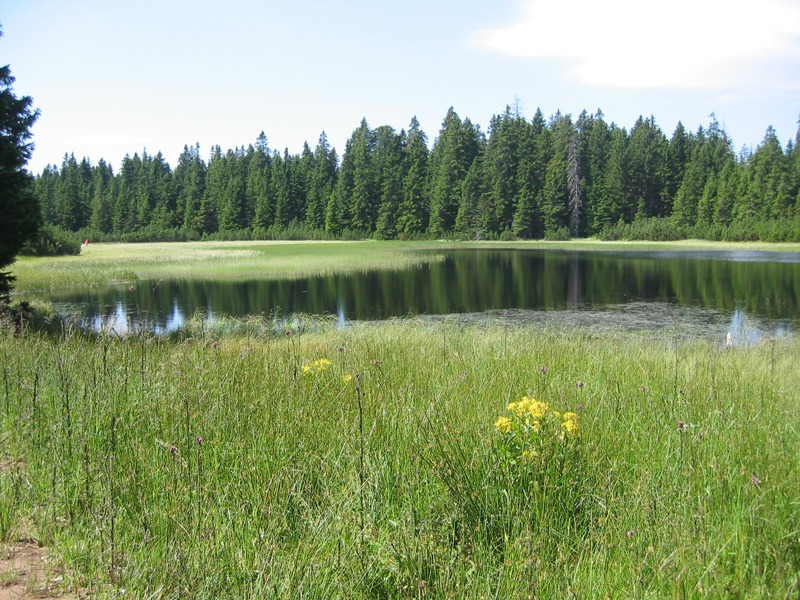
Skogstjärn på Pohorje.
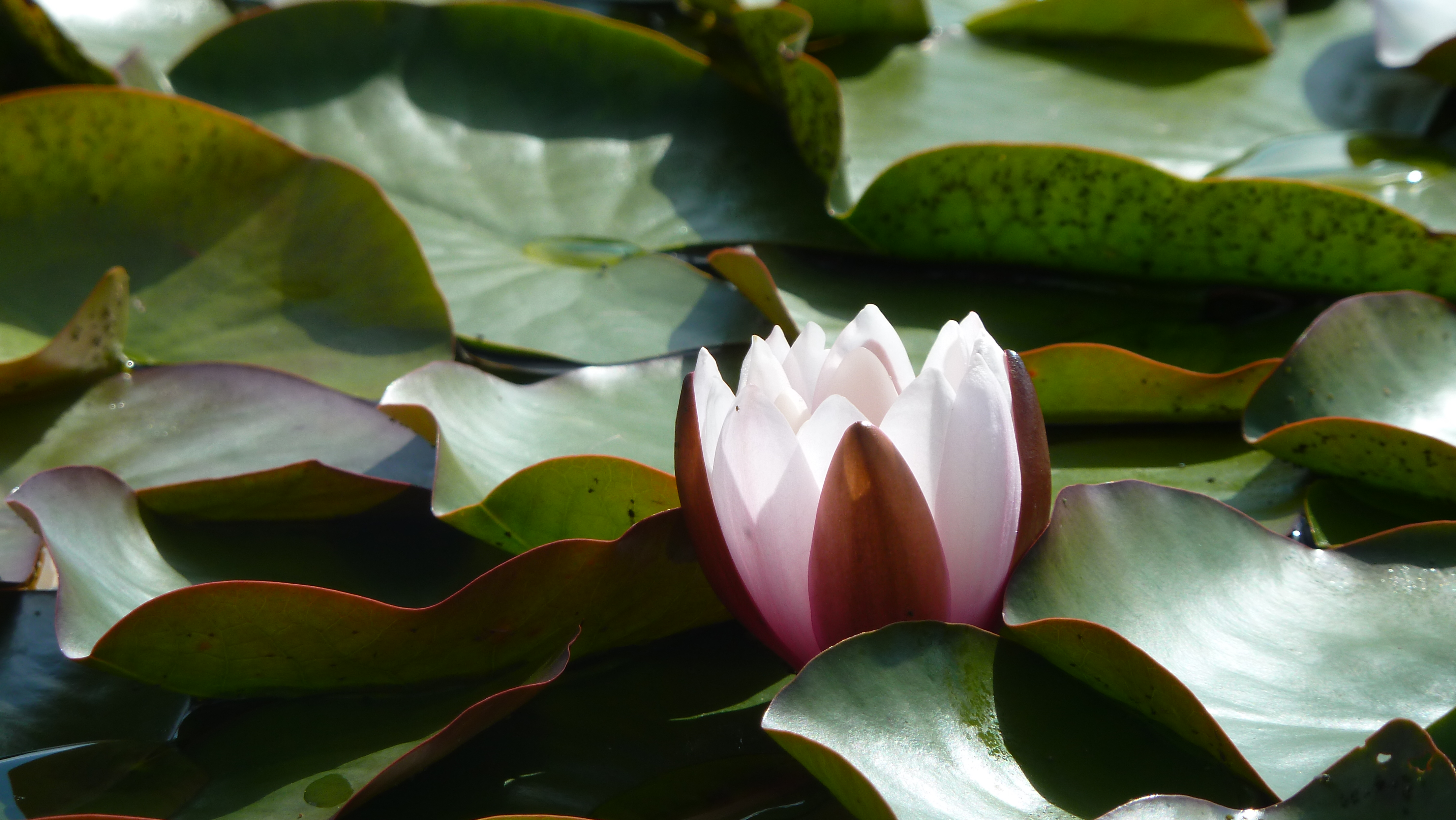
Näckrosor i skogstjärn vid Lovrenc på Pohorje.
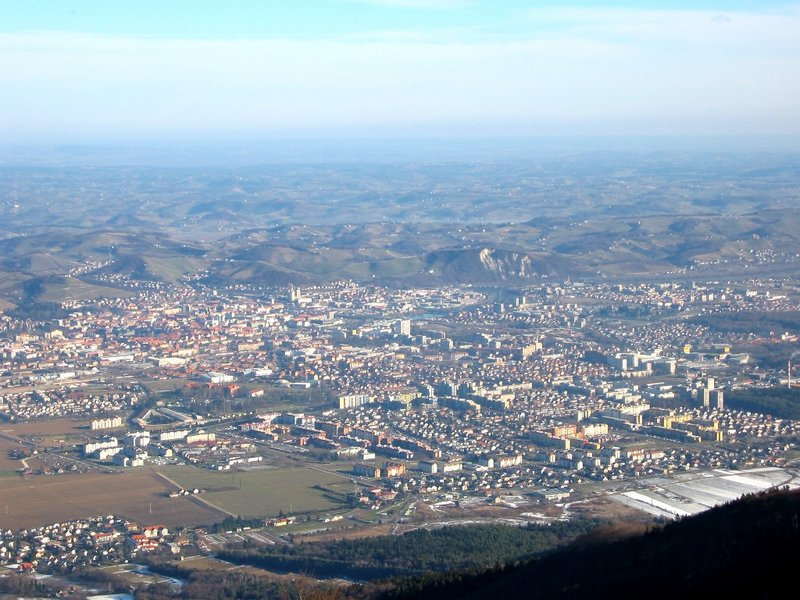
Vy från Pohorje över Maribor mot Slovenske gorice.

## Kommunikationer

### Vägar
Motorvägen A9/E57 förbinder Maribor med Graz, Celje och Ljubljana, medan A2/E59 förbinder staden med Zagreb. De två motorvägarna möts i en motorvägskorsning vid stadens flygplats. 

### Järnväg
Genom staden går gamla stamjärnvägen från Wien till Trieste. EuroCity-tåg går mellan Maribor, Wien, Budapest och Zagreb;  regionaltåg till de omgivande städerna, huvudstaden Ljubljana, samt till Varaždin i Kroatien.

### Flygtrafik
En drygt kilometer väster om stadens centrum ligger Maribors internationella flygplats, Edvard Rusjan, som även är Sloveniens näst största flygplats.

## Sport
Maribor är en populär vintersportort, och man har Sloveniens största skidcenter. I staden finns också fotbollslaget NK Maribor som spelar sina hemmamatcher på Ljudski vrt.

## Kultur och ekonomi

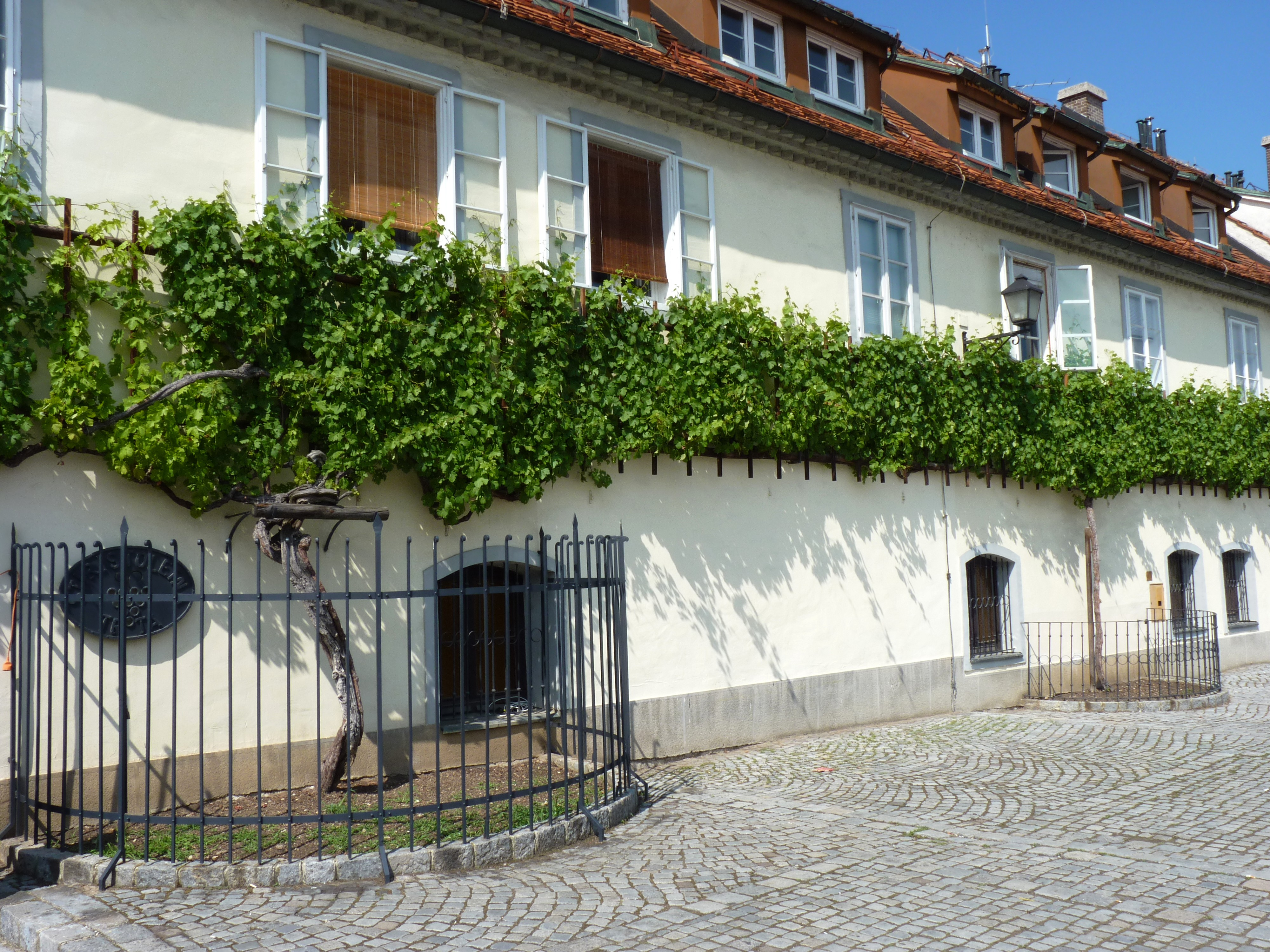
Världens äldsta vinranka, i flodhamnen Lent, Maribor.
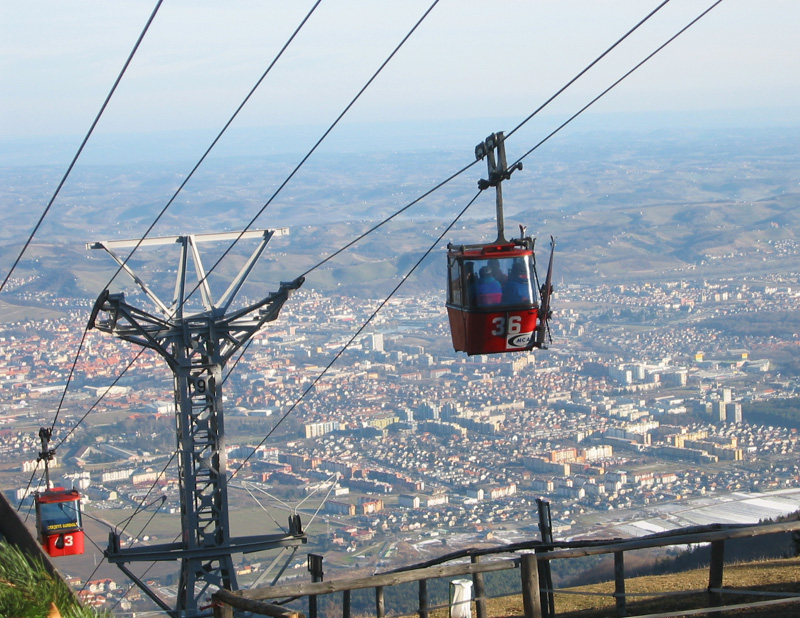
Vy över Maribor från skidpist på Pohorje.

Det finns flera termalbad med spaanläggningar runt Maribor.
I Maribor, mot fasaden av ett värdshus i flodhamnen Lent, växer vad som anses vara världens äldsta vinranka (runt 450 år gammal och sedan 2004 upptagen i Guinness rekordbok). Lent är den äldsta delen av Maribor, invid floden Drava, och var en viktig flodhamn förr i tiden. Sedan 1993  anordnas varje sommar en stor musik- och kulturfestival i Lent, uppskattad av många slovener och turister.
Högplatån Pohorje invid staden har en populär skidanläggning, där stora skidtävlingar ofta arrangeras, bland annat damernas världscup i alpint.
Maribor var europeisk kulturhuvudstad 2012 tillsammans med den portugisiska staden Guimarães.
År 2000 skapades kulturföreningen "Brücken" (broar), för att värna om det tyskspråkiga kulturarvet i staden.
Sedan 2001 ingår norra österrikiska och södra slovenska Steiermark i Euroregion Graz-Maribor, för samordning och integrering kring frågor rörande ekonomi, infrastruktur, telekommunikationer, miljö, jordbruk och turism. Samarbetet motiveras av att Steiermark är en historisk regional enhet, i vilken tysk- och slovenskspråkiga samverkat i samhällsutvecklingen under hundratals år.